# Leochilus scriptus
Leochilus scriptus es una especie de orquídeas epifitas. Esta orquídea está estrechamente emparentada con el género Oncidium al que pertenecía hasta que se separó en 1951. Se encuentra en las tierras bajas de toda la América tropical.  

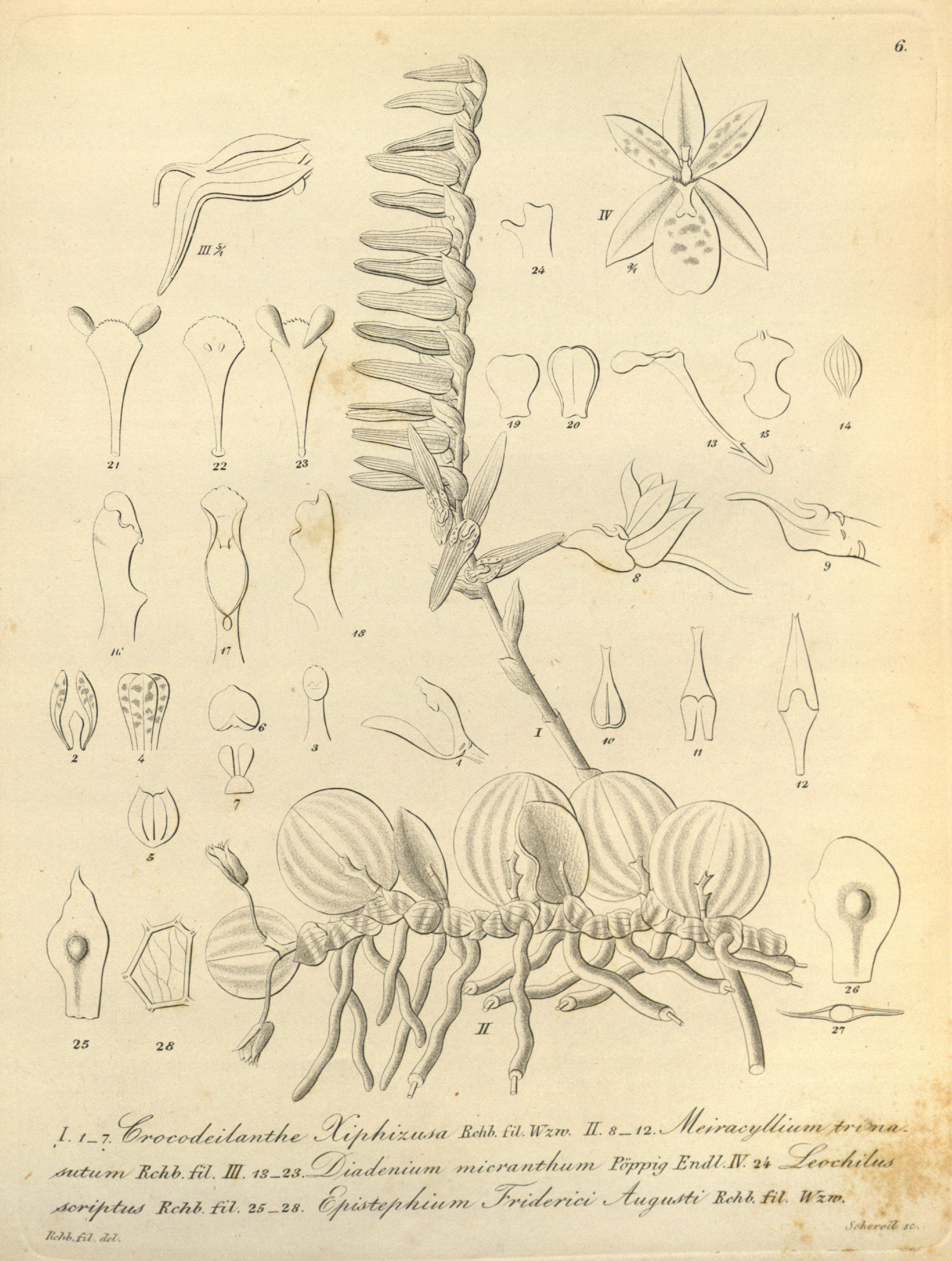
Ilustración

## Descripción
Es una orquídea de hasta 15 cm de alto; con pseudobulbos ovoides, de hasta 30 mm de largo y 20 mm de ancho, levemente comprimidos. Hoja oblongo-elíptica, hasta 7 cm de largo y 2 cm de ancho, verde. Inflorescencia de 5–20 cm de largo, pedúnculo a veces ramificado, con 3–8 flores verde-amarillentas con manchitas rojo-violetas sobre el labelo y a lo largo del nervio central del lado inferior de los sépalos y pétalos; sépalos oblanceolados, agudos, el dorsal 9 mm de largo y 4.5 mm de ancho, los laterales libres a connados hasta la mitad, 10 mm de largo y 4 mm de ancho; pétalos lanceolados, 9 mm de largo y 3.5 mm de ancho, agudos; labelo obovado, 10 mm de largo y 6 mm de ancho, ápice obtuso a retuso, con un callo basal sacciforme, pubescente adentro seguido por un callo subcuadrado y sulcado de 3 mm de largo y 2 mm de ancho; columna 6–8 mm de largo, con brazos laterales cortos y angostamente oblongos; ovario y pedicelo juntos 12 mm de largo.

## Distribución y hábitat
Se encuentra desde México, Belice, Guatemala, El Salvador, Honduras, Nicaragua, Costa Rica, Panamá, Colombia, Ecuador y Perú y Brasil, así como las Antillas en su tamaño pequeño, cálido a epífita cultivo caliente en grupos densos en las ramitas o ramas en pinares abiertos, plantaciones de cítricos o las plantaciones de café en las elevaciones del nivel del mar hasta 1.100 metros.

## Taxonomía
Leochilus scriptus fue descrito por (Scheidw.) Rchb.f. y publicado en Xenia Orchidacea 1(1): 15, t. 6. 1854. >
Etimología
Leochilus (abreviado Lchs.) nombre genérico que procede de las palabras griegas: leios = "suave" y  cheilos = "labio", haciendo referencia a la suavidad de la superficie del labelo.
scriptus: epíteto latíno que significa "con puntos"
Sinonimia
- Cryptosanus scriptus Scheidw.
- Leochilus herbaceus Lindl.
- Leochilus major Schltr.
- Leochilus powellii Schltr.
- Leochilus retusus Schltr.
- Oncidium herbaceum (Lindl.) Rchb.f.
- Oncidium scriptum (Scheidw.) Rchb.f.	[4][5]